# や行
是指在日語五十音圖中的第八行。中現存的三個假名發音均以硬顎近音/j/為首，包括、等假名；而原本尚有、兩假名，但在日語演變後，發音已與的、相同，因此在五十音圖中，此二音經常以空白表示。
 -  -  -  -  -  -  -  -  - -  -  -  -  - 